# 清一色
清一色（チンイーソー）とは、麻雀の役の一つ。萬子、索子、筒子のいずれか一種の牌だけを使って和了した時に成立する。門前では6翻、副露した場合は5翻に食い下がる。単に「チンイツ」と言う場合は副露して作った和了のことを指し、門前の和了は「メンチン」と呼んで区別する。メンチンを「タテチン」と言うこともある。

## 概要
役満を除く通常役の中では最高翻数の役であり、完成させれば大きな得点が見込める。副露しても確実に満貫になり、門前なら最低でも跳満になる。ドラや平和や一気通貫などが複合して倍満以上になることも多く、広い待ちになっていればリーチを打つことも充分に考えられる。その場合、手役に裏ドラが加わって三倍満、あるいは数え役満まで届く可能性もある。得点力の高さに加え、複雑なテンパイ形になりやすいのも特徴の一つである。特にメンゼンの場合は、パッと見ただけでは何待ちか分からないような牌姿になることもあり、多面張や手変わりを瞬時に把握する力が要求される。実戦では、メンチン一向聴になった時点で次に何を引けば何待ちになるのか、何が有効牌かなど、ある程度予測してテンパイに備えるのが望ましい。
確率的には、清一色になる牌の組み合わせは（同種の牌を別に数えて）約4.5億通りで、役満の四暗刻（21億通り）や国士無双（13億通り）と比較しても、メンチンは役満並みに難度が高いと言える。実際、配牌とツモと展開に恵まれなければ門前での和了は難しく、スピードを重視して鳴いてアガリに向かうことも多い。1飜食い下がってしまうものの、状況を見て鳴きを入れ、より優秀な最終形に持って行くことができれば、和了の可能性はぐっと高まる。牌姿の美しさ、多面張の華麗さからメンゼンにこだわる打ち手も少なくないが、鳴いても充分高い手なので、鳴きどころの牌や急所の牌は迷わず鳴いてしまったほうが良い。1つ2つ副露したとしても、牌の寄り次第では両面以上の形になるし、そうなれば多少警戒されたとしてもツモ和了を期待できる。ただし、鳴ける牌をなんでもかんでも鳴いたり、序盤から慌てて真ん中の牌をポンしたりすると、中盤以降苦しい形のまま膠着してしまうこともある。スピードを重視することと鳴き急ぐことは違うので、チンイツの仕掛けどころには注意が必要である。なお、枚数の足りないところから強引に仕掛けるチンイツは、無理があることから「ムリチン」と呼ばれる。
鳴いて作った清一色は性質上他の役と重複しにくく、また重複させる難易度も高い。ドラや赤牌が絡まなければ点数は満貫、跳満から伸び悩みやすい。タンヤオは一見すると絡めやすいように見えるものの一色あたり使える牌は7種28牌である。こちらは順子を作ることもできる為純粋な比較はできないが、字一色と使える牌の枚数が同じである。無理に作らず混一色にシフトしたり、逆に混一色から清一色にシフトしやすいのは鳴いた清一色の大きなメリットであると言える。
20世紀初頭の麻雀の歴史の初期からある役であり、当初は3翻役、アルシーアル麻雀では3翻役で更に10符加符というルールであった。

## デメリット
チンイツのデメリットは主に2つある。まず1つ目は、極端に偏った捨て牌になるため、局の進行と共にチンイツ狙いであることを見破られ、警戒されやすくなること。チンイツを狙うに当たって他の色の牌は不要であり、普通ならば使い勝手が良いはずの中張牌が惜しげもなく河に並べられることになる。なのに一色だけ1枚も捨てられていないとなると、染め手と看破するのは難しいことではない。これとも関連して2つ目は、他家に他の色で待たれた時に防御が効きにくいこと。これはホンイツの場合にも言えることだが、染め手の大物手は勝負手であり、他家に先手を取られても多少の牌はつっぱることが多い。結果、歯止めがきかず放銃に至るケースがままある。つまり1つ目の点で他家の防御力が高くなり、2つ目の点で自分の防御力が低くなる。得点的な破壊力を持つチンイツではあるが、このような二重のデメリットも抱えている。
また、初級者にとっては、待ちが複雑になりすぎることもデメリットになる。次から次へ牌が押し寄せた場合、上から下までごちゃごちゃした連続形になるとか、4枚使いの見慣れない形になるとかして、待ちが分からなくなることは大いにありうる。複数ある待ちの一つを見落としてしまうケースや、すでに1牌2牌余らせている場合などは、本人が意識することなくフリテン状態になり、チョンボを誘発する危険性もある。ただし、これは実際に牌を並べてチンイツの練習をするなど、訓練を積めば解決する問題ではある。

## 牌姿の例
（例）多面張のケース
待ちは の6種。待ち牌が多いため有利ではあるが、4枚使いののまわりがゴチャゴチャしており、多面張が苦手な打ち手は待ちが分からず混乱してしまう可能性がある。例えば、とがアタリであることに気が付いていても、待ちを見落としていた場合、をツモ切りしてしまう可能性すらある。その場合フリテンになり、その後切り出されたなどにロンをかけてフリテンを指摘されればチョンボとなる。倍満を和了っていたはずが逆に満貫払いとなってしまう。
（例）高目と安目があるケース
待ちは  の5種。で和了した場合平和がつき、さらにでの和了では一気通貫が複合する。での和了が最も得点が高く、平和・一気通貫・一盃口すべてがつく。リーチをかけていなくても、をツモれば三倍満となる。逆にでの和了では平和がつかず、一通にもならないため、跳満どまりである。
（例）副露したケース
副露すれば手牌が短くなり、待ちも比較的簡単になる。この場合は 待ち。なお、このケースでもで和了った場合一気通貫がつく。
（例）特殊なメンチンの例その1
このケースでは の3種が待ちだが、で九蓮宝燈になる。従って、九蓮宝燈という役満は特殊な並び方のメンチンであると言える。
（例）特殊なメンチンの例その2
で二盃口になるのはすぐにわかるが、実はも待ちである。いずれの場合でも平和と断么九、一盃口が付く。ルールによってはであがったものを大車輪という役満にすることがある。
（例）特殊なメンチンの例その3
このケースはの5面待ち。で緑一色になる。さらにをツモ和了すれば四暗刻も複合する。ちなみにこの牌姿では、の暗刻のうちは暗槓すると一部の待ちが消滅してしまうため（は和了牌でもある）、立直後に暗槓できるのはのみである。